# Bisdom Kengtung
Het bisdom Kengtung (Latijn: Dioecesis Kengtunghensis) is een rooms-katholiek bisdom met als zetel Kengtung, in Myanmar. Het bisdom is suffragaan aan het aartsbisdom Taunggyi. 

## Geschiedenis
Het bisdom werd opgericht op 27 april 1927, als de apostolische prefectuur Kengtung, uit delen van het apostolisch vicariaat Eastern Burma. Op 26 mei 1950 werd het verheven tot apostolisch vicariaat. Op 1 januari 1955 werd het verheven tot bisdom en werd suffragaan aan het aartsbisdom Mandalay. In 1975 verloor het gebied bij de oprichting van de apostolische prefectuur Lashio. Op 17 januari 1998 veranderde het van kerkprovincie en werd suffragaan aan het aartsbisdom Taunggyi. 

## Parochies
Het bisdom had in 2021 een oppervlakte van 45.856 km2 en telde 3.575.000 inwoners waarvan 1,3% rooms-katholiek was.

## Ordinarii

### Prefecten
- Erminio Bonetta (21 juni 1927 - 22 februari 1949)

### Bisschoppen
- Fernando Guercilena (apostolisch vicaris: 31 mei 1950, bisschop: 1 januari 1955 - 19 september 1972)
- Abraham Than (19 september 1972 - 2 oktober 2001; hulpbisschop sinds 19 december 1968)
- Peter Louis Cakü (2 oktober 2001 - 20 februari 2020; hulpbisschop sinds 20 mei 1997)
- John Saw Yaw Han (4 november 2022 - heden)